# Heergewaad
Onder heergewaad verstond men in de feodale samenleving een geschenk: een militaire uitrusting zoals paard en maliënkolder die de nieuwe leenman bij de leenverheffing moest kopen van zijn heer om hem te hulp te snellen bij een militaire dreiging. Het het overhandigen van dit geschenk tijdens de leenhulde gebruikte men het werkwoord verheergewaden.
Vanaf de veertiende eeuw werd dit vervangen door de betaling van een vast bedrag. Dit bedrag bleef tot het einde van het ancien régime op zijn oude niveau gehandhaafd. Ondertussen waren de kosten van het verlengen van een leen (zegel- en griffierskosten) hoger geworden dan de prijs van het heergewaad zelf.
Het leenhof maakte onderscheid tussen bundige lenen en cluppellenen. Waarschijnlijk zijn deze benamingen in de middeleeuwen ontstaan als onderscheid tussen ruiters en voetvolk. Voor een bundig leen was een vol heergewaad verschuldigd, voor een cluppelleen een gedeelte van het heergewaad.